# Gaderský potok
Gaderský potok – potok w grupie górskiej Wielka Fatra na Słowacji. Spływa całą długością Gaderskiej doliny, w tym jej górną częścią, Dedošovą doliną. Długość ok. 17,5 km. Największy prawobrzeżny dopływ Blatnickiego potoku.
Źródła na wysokości ok. 1330 m n.p.m., na pn.-zach. stokach Krížnej. Na wysokości ok. 905 m n.p.m. przyjmuje pierwszy większy dopływ (prawobrzeżny) z doliny Dolné Veterné, a niżej szereg następnych, drobnych, czasem okresowych dopływów. Spływa początkowo w kierunku pn.-zach. Dedošovą doliną. Na wysokości 627 m n.p.m. dolina ta łączy się z Vlkanovą doliną, z której do Gaderskiego potoku wpada (jako dopływ lewostronny) potok Selenec. Niżej Gaderský potok płynie już właściwą Gaderską doliną, zataczając wraz z nią szeroki łuk ku pd.-zach. Na skraju Kotliny Turczańskiej zakręca znów ostro ku pn.-zach., by wśród pierwszych zabudowań Blatnicy, na wysokości ok. 505 m n.p.m., ujść do Blatnickiego potoku.
Tok jedynie miejscami, zwłaszcza w najniższym biegu, uregulowany. Reżim wodny pluwialno-niwalny. W wodach Gaderskiego Potoku żyją pstrąg potokowy, głowacz białopłetwy, strzebla potokowa, w najniższym biegu również lipień. Wzdłuż jego biegu spotkamy pliszkę górską, pluszcza korduska, czasem bociana czarnego.